# Klepp
Klepp és un municipi situat al comtat de Rogaland, Noruega. Té 18,970 habitants (2016) i la seva superfície és de 113.49 km². El centre administratiu del municipi és el poble de Kleppe.